# Abitur in Niedersachsen
Im Schuljahr 2006/07 wurde in Niedersachsen eine neugeordnete gymnasiale Oberstufe eingeführt, die Profiloberstufe, nachdem zuvor das Zentralabitur im Schuljahr 2005/2006 eingeführt worden war. Mit der Wiedereinführung des Gymnasiums mit 9 Jahren Schulzeit änderte sich ab 2019 noch einmal die Wochenstundenzahl der Kurse.
In den Jahren 2011 bis 2019 wurde das Abitur nach 12 Jahren (G8) abgenommen. Ab 2021 wird das Abitur wieder nach 13 Jahren abgelegt. Daher gab es 2011 einmalig ein Doppelabitur und 2020 kein reguläres Abitur.

## Allgemeines
Aufgabenfelder
Die Schulfächer werden in drei verwandte Aufgabenfelder gruppiert.
| Aufgabenfeld A sprachlich-literarisch-künstlerisch | Aufgabenfeld B gesellschaftswissenschaftlich | Aufgabenfeld C mathematisch-naturwissenschaftlich-technisch |
| Deutsch                                            | Geschichte                                   | Mathematik                                                  |
| Fremdsprachen                                      | Politik-Wirtschaft                           | Biologie                                                    |
| Kunst                                              | Erdkunde                                     | Chemie                                                      |
| Musik                                              | Religion                                     | Physik                                                      |
| Darstellendes Spiel*                               | Philosophie*                                 | Informatik                                                  |
|                                                    | Werte und Normen                             | Ernährungslehre mit Chemie*                                 |
|                                                    | Pädagogik/Psychologie*                       |                                                             |
|                                                    | Rechtskunde*                                 |                                                             |
|                                                    | Wirtschaftslehre*                            |                                                             |

* wird nur an wenigen Schulen angeboten
Für das Seminarfach und Sport erfolgt keine Zuordnung zu einem Aufgabenfeld.
Der Unterricht der Qualifikationsphase ist in einem Kurssystem organisiert, der Schüler wählt jedoch keine nach Auflagen bestimmte Fächer, sondern entscheidet sich für einen von bis zu fünf Schwerpunkten (Profilen).
Die Schule darf allerdings durch Einschränkung der Wahlmöglichkeiten die Oberstufe im Klassensystem organisieren.
Fünf Prüfungsfächer müssen belegt werden, darunter drei auf erhöhtem Niveau. Hierbei ist einer von fünf Schwerpunkten zu wählen:
- sprachlicher Schwerpunkt
- musisch-künstlerischer Schwerpunkt
- gesellschaftswissenschaftlicher Schwerpunkt
- mathematisch-naturwissenschaftlicher Schwerpunkt
- sportlicher Schwerpunkt (nur wenige Schulen)

Innerhalb eines Schwerpunkts sind die zu belegenden Fächer weitgehend vorgeschrieben. Der Unterricht wird in Profilfächern, Kernfächern und Ergänzungsfächern erteilt, bis 2019 vier- bzw. als Ergänzungsfach zweistündig erteilt. Mit der Wiedereinführung von G9 änderte sich danach die Wochenstundenzahl der Kurse: Kurse auf erhöhtem Anforderungsniveau (eA) werden fünfstündig und Kurse auf grundlegendem Niveau (gA) dreistündig erteilt, lediglich die Fächer Seminarfach und Sport sind mit zwei Wochenstunden ausgewiesen.

## Belegverpflichtungen
Für die Schulen gelten bei der Einrichtung von Schwerpunkten folgende Regeln:
- Der sprachliche und der mathematisch-naturwissenschaftliche Schwerpunkt müssen angeboten werden.
- Der gesellschaftswissenschaftliche und musisch-künstlerische Schwerpunkt sollen angeboten werden.
- Der sportliche Schwerpunkt kann angeboten werden.

Solange nicht mindestens je ein sprachlicher und naturwissenschaftlicher Schwerpunkt eingerichtet werden kann, kann auch keiner der drei anderen Schwerpunkte angeboten werden.

### Schwerpunktfächer
Mit der Wahl eines Schwerpunktes entscheidet sich der Schüler für zwei Schwerpunktfächer, die fünfstündig (Sport sechsstündig) unterrichtet werden:
| Schwerpunkt                        | sprachlich                             | mathematisch-naturwissenschaftlich                | musisch-künstlerisch    | gesellschaftswissenschaftlich                                                                                                | sportlich         |
| ---------------------------------- | -------------------------------------- | ------------------------------------------------- | ----------------------- | --- | ----------------- |
| 1. Schwerpunktfach 1. Prüfungsfach | fortgeführte Fremdsprache              | Naturwissenschaft oder Mathematik                 | Musik oder Kunst        | Geschichte | Sport             |
| 2. Schwerpunktfach 2. Prüfungsfach | fortgeführte Fremdsprache oder Deutsch | Naturwissenschaft oder Mathematik oder Informatik | Deutsch oder Mathematik | Politik-Wirtschaft oder Erdkunde oder Religion oder Philosophie oder Wirtschaftslehre 2. Schwerpunktfach als 3. Prüfungsfach | Naturwissenschaft |

Der Unterricht in den Schwerpunktfächern findet auf erhöhtem Anforderungsniveau statt, welche mit doppelter Wertung in die Abiturnote eingehen. Das dritte Prüfungsfach auf erhöhtem Anforderungsniveau wird einfach gewertet.

### Kernfächer
Folgende Kernfächer sind, falls nicht bereits Schwerpunktfächer, in allen vier Schulhalbjahren dreistündig zu belegen:
- Deutsch
- Fremdsprache
- Mathematik

### Einschränkungen bei dem vierten und fünften Prüfungsfach
Das vierte und fünfte Prüfungsfach sind durchgängig dreistündig zu belegen. Es kann nur Prüfungsfach sein, welches in der Einführungsphase belegt wurde. Zudem kann nur ein Fach als Prüfungsfach belegt werden, mit dem keine Belegungsverpflichtung erfüllt wird. Die Fächer Darstellendes Spiel und Sport können nur als P5 gewählt werden. Sport ist dabei vierstündig zu belegen und als Voraussetzung muss in der Einführungsphase ein Halbjahr lang Sporttheorie belegt werden. Des Weiteren muss in der Qualifikationsphase ein Fach so belegt werden, dass es beim Eintreten von Sportunfähigkeit als fünftes Prüfungsfach belegt werden kann. Ist Kunst oder Musik Prüfungsfach, so kann Darstellendes Spiel nicht als P5 belegt werden. Das Fach Werte und Normen kann nur als P4 oder P5 belegt werden.

### Ergänzungsfächer
Ergänzungsfächer sind vom Schüler verpflichtend zu belegen und in der Regel dreistündig. Eine in der Einführungsphase neu begonnene Fremdsprache ist hingegen durchgängig vierstündig zu belegen. Die Belegungsverpflichtung für ein Fach entfällt, wenn das entsprechende Fach bereits Schwerpunktfach ist.
Für vier Halbjahre sind verpflichtend zu belegen:
- Naturwissenschaft (entfällt im sportlichen Schwerpunkt)
- zweite Naturwissenschaft oder Informatik (nur im mathematisch-naturwissenschaftlichen Schwerpunkt)
- Sport (zweistündig)

Für drei Halbjahre ist verpflichtend zu belegen:
- Seminarfach (zweistündig)

Für zwei Halbjahre sind verpflichtend zu belegen:
- Musik oder Kunst oder Darstellendes Spiel
- Geschichte
- Politik-Wirtschaft (entfällt im gesellschaftswissenschaftlichen Profil, wenn das Fach Erdkunde oder Wirtschaftslehre anstelle von Politik-Wirtschaft als Schwerpunktfach gewählt wird)
- Religion oder Werte und Normen oder Philosophie
- zweites Naturwissenschaftsfach oder Informatik oder zweite Fremdsprache, aber nur im gesellschaftswissenschaftlichen und sportlichen Profil

## Das Noten- bzw. Punktesystem
Während das Punktesystem mit bis zu 15 Punkten seit 1972 vertraut ist, gibt es die bundeseinheitliche Zuordnung von Noten zu Prozentwerten, also etwa 15 Punkte ab 95 % der Rohpunkte/Bewertungseinheiten, erst seit wenigen Jahren und wurde nicht ohne Widerstand durchgesetzt, da die Werte für das sehr gut vielen als zu niedrig galten. Vgl. Bewertungsraster für die schriftliche Abiturprüfung in der gültigen KMK-Vereinbarung zur gymnasialen Oberstufe von 2021, S. 23, und die Übertragung auf alle Fächer in 8.4.2.
| Punkte | Note in Worten       | Note (mit Tendenz) | Rohpunkte | Notendefinition | Bemerkung           |
| ------ | -------------------- | ------------------ | --------- | --- | ------------------- |
| 15     | sehr gut             | 1+                 | 95 %      | Die Leistungen entsprechen den Anforderungen in besonderem Maße. |                     |
| 14     | sehr gut             | 10                 | 90 %      | Die Leistungen entsprechen den Anforderungen in besonderem Maße. |                     |
| 13     | sehr gut             | 1−                 | 85 %      | Die Leistungen entsprechen den Anforderungen in besonderem Maße. |                     |
| 12     | gut                  | 2+                 | 80 %      | Die Leistungen entsprechen den Anforderungen voll. |                     |
| 11     | gut                  | 20                 | 75 %      | Die Leistungen entsprechen den Anforderungen voll. |                     |
| 10     | gut                  | 2−                 | 70 %      | Die Leistungen entsprechen den Anforderungen voll. |                     |
| 9      | befriedigend         | 3+                 | 65 %      | Die Leistungen entsprechen den Anforderungen im Allgemeinen. |                     |
| 8      | befriedigend         | 30                 | 60 %      | Die Leistungen entsprechen den Anforderungen im Allgemeinen. |                     |
| 7      | befriedigend         | 3−                 | 55 %      | Die Leistungen entsprechen den Anforderungen im Allgemeinen. |                     |
| 6      | ausreichend          | 4+                 | 50 %      | Die Leistungen weisen zwar Mängel auf, entsprechen aber im Ganzen noch den Anforderungen.                                                                                                |                     |
| 5      | ausreichend          | 40                 | 45 %      | Die Leistungen weisen zwar Mängel auf, entsprechen aber im Ganzen noch den Anforderungen.                                                                                                |                     |
| 4      | schwach ausreichend1 | 4−                 | 40 %      | Die Leistungen weisen Mängel auf und entsprechen den Anforderungen nur noch mit Einschränkungen.1                                                                                        | defizitärer Bereich |
| 3      | mangelhaft           | 5+                 | 33 %      | Die Leistungen entsprechen den Anforderungen nicht, lassen jedoch erkennen, dass die notwendigen Grundkenntnisse vorhanden sind und die Mängel in absehbarer Zeit behoben werden können. | defizitärer Bereich |
| 2      | mangelhaft           | 50                 | 27 %      | Die Leistungen entsprechen den Anforderungen nicht, lassen jedoch erkennen, dass die notwendigen Grundkenntnisse vorhanden sind und die Mängel in absehbarer Zeit behoben werden können. | defizitärer Bereich |
| 1      | mangelhaft           | 5−                 | 20 %      | Die Leistungen entsprechen den Anforderungen nicht, lassen jedoch erkennen, dass die notwendigen Grundkenntnisse vorhanden sind und die Mängel in absehbarer Zeit behoben werden können. | defizitärer Bereich |
| 0      | ungenügend           | 60                 | 0 %       | Die Leistungen entsprechen den Anforderungen nicht und selbst die Grundkenntnisse sind so lückenhaft, dass die Mängel in absehbarer Zeit nicht behoben werden können.                    | nicht belegt        |

1 = Entgegen der offiziellen Definition der Note „schwach ausreichend“ gilt ein Kurs mit dieser Benotung nicht als bestanden; die Leistungen entsprechen den Anforderungen nicht.

Quelle: 

## Abiturprüfung
Die Abiturprüfung ist am Ende der gymnasialen Oberstufe in fünf Fächern abzulegen. Im ersten bis vierten Prüfungsfach findet eine schriftliche, im fünften Prüfungsfach eine mündliche Prüfung statt.
Alle Abiturprüfungsfächer müssen in der Qualifikationsphase durchgehend belegt worden sein. Die ersten drei Abiturprüfungsfächer werden mit 5 Wochenstunden, das 4. und 5. Abiturprüfungsfach mit 3 Wochenstunden belegt.
a) Erstes und zweites Prüfungsfach
Die beiden Schwerpunktfächer werden in der Qualifikationsphase mit erhöhtem Anforderungsniveau unterrichtet und im Abitur schriftlich geprüft. Im gesellschaftswissenschaftlichen Schwerpunkt werden geprüft: Schwerpunktfach Geschichte und eines der Fächer Deutsch, Fremdsprache, Mathematik und Naturwissenschaft.
b) Drittes Prüfungsfach
Ein weiteres Fach wird nach Maßgabe der Schule in der Qualifikationsphase auf erhöhtem Anforderungsniveau unterrichtet und im Abitur schriftlich geprüft. Im gesellschaftswissenschaftlichen Schwerpunkt wird das zweite Schwerpunktfach geprüft.
c) Viertes und fünftes Prüfungsfach
Das schriftlich geprüfte vierte Prüfungsfach (ersetzbar durch eine besondere Lernleistung im gleichen Aufgabenfeld wie das vierte Prüfungsfach) und das mündlich geprüfte fünfte Prüfungsfach können vom Schüler frei gewählt werden. Dabei ist zu beachten, dass folgende Auflagen erfüllt sind:
- Durch die Abiturprüfungsfächer müssen alle drei Aufgabenfelder abgedeckt sein.
- Unter den Prüfungsfächern müssen zwei der drei Fächer Deutsch, Fremdsprache und Mathematik sein.

| Fach                  | auf erhöhtem Anforderungsniveau (eA) | auf grundlegendem Anforderungsniveau (gA) | Hinweise |
| --------------------- | ------------------------------------ | ----------------------------------------- | --- |
| Deutsch               | 270 Minuten                          | 210 Minuten                               | |
| moderne Fremdsprachen | 255 Minuten bis 300 Minuten          | 225 Minuten bis 270 Minuten               | besteht aus - Schreibteil: 210 Minuten (eA), bzw. 180 Minuten (gA) und zwei aus: - Sprechen (15 Minuten) - Hörverstehen (30 Minuten) - Sprachmittlung (60 Minuten) |
| Mathematik            | 300 Minuten                          | 225 Minuten                               | |
| Sport                 | 240 Minuten                          |                                           | Prüfung auf grundlegendem Anforderungsniveau ist nur mündlich möglich                                                                                              |
| übrige                | 270 Minuten                          | 220 Minuten                               | |

Im Falle einer Auswahl der zu bearbeitenden Aufgabe ist den Prüflingen hinreichend Zeit zu gewähren; die Auswahlzeit im Prüfungsfach Deutsch darf 45 Minuten und in den übrigen Prüfungsfächern 30 Minuten nicht überschreiten. Die Prüfungsaufgabe muss in den genannten Bearbeitungszeiten bearbeitet und gelöst werden können.

## Abrechnung
Die Abrechnung der Leistungen und die Ermittlung der Gesamtqualifikation orientieren sich am bundeseinheitlichen System. Bedingt durch die Besonderheiten der Oberstufenstruktur in Niedersachsen sind dabei folgende Anpassungen zu beachten:
- Den 8 abzurechnenden Leistungskursen entsprechen in Niedersachsen die Kurse des 1. bis 4. Halbjahres im ersten und zweiten Prüfungsfach.
- Den 22 abzurechnenden Grundkursen entsprechen in Niedersachsen folgende 28 Kurse:
  - die Kurse des 1. bis 4. Halbjahres im dritten, vierten und fünften Prüfungsfach
  - Des Weiteren folgende Kurse, sofern sie nicht bereits Prüfungsfachkurse sind:
    - vier Kurse in Deutsch
    - vier Kurse in einer Fremdsprache
    - vier Kurse in Mathematik
    - vier Kurse in einer Naturwissenschaft
    - vier Kurse in einer 2. Fremdsprache (nur im sprachlichen Schwerpunkt)
    - vier Kurse in einer 2. Naturwissenschaft oder Informatik (nur im mathematisch-naturwissenschaftlichen Schwerpunkt)
    - zwei Kurse in Geschichte
    - zwei Kurse in einer 2. Naturwissenschaft oder Informatik oder einer 2. Fremdsprache (nur im gesellschaftswissenschaftlichen und im sportlichen Schwerpunkt)
    - zwei Kurse in Kunst oder Musik oder Darstellendes Spiel (DS ist nur als fünftes Prüfungsfach wählbar)
    - zwei Kurse in Politik-Wirtschaft (nicht, wenn im gesellschaftswissenschaftlichen Schwerpunkt Erdkunde oder Wirtschaftslehre als Schwerpunktfach gewählt wurde)
    - zwei Kurse in Religion oder Werte und Normen oder Philosophie (WuN ist nur als viertes oder fünftes Prüfungsfach wählbar)
    - mindestens zwei Kurse im Seminarfach (darunter das Halbjahr mit der Facharbeit, sowie das diesem vorangegangene oder folgende)
    - bis zu drei Kurse im Sport (keine Einbringungsverpflichtung; wenn mehr als ein Kurs eingebracht wird, dann muss darunter mindestens eine Individualsportart sein)
    - gegebenenfalls zwei Kurse einer in der Einführungsphase neu begonnenen Fremdsprache (falls nicht bereits oben eingebracht)
    - gegebenenfalls die bestbenoteten noch nicht eingebrachten Kurse bis zur Auffüllung auf insgesamt 28 Kurse

  - Da die Höchstpunktzahl der Halbjahresnoten maximal 600 Punkte betragen kann und deshalb rechnerisch maximal 40 Kurse belegt werden können, wird das Ergebnis nun noch ×40/44 gerechnet (44 entspricht der Anzahl der eingerechneten Halbjahre, diese kann an Schulen mit drei Schwerpunktfächern 48 betragen).

- Die Leistungen der Abiturprüfung werden in jedem Fach vierfach abgerechnet; findet in einem schriftlichen Fach eine zusätzliche mündliche Prüfung statt, werden die Teilergebnisse im Verhältnis 2:1 gewichtet. Bei einer besonderen Lernleistung werden die schriftliche Dokumentation und das mündliche Kolloquium ebenfalls im Verhältnis 2:1 gewichtet.

- Tabelle zur Ermittlung der Abiturdurchschnittsnote:[8]

| Durchschnittsnote | Punkte  | Durchschnittsnote | Punkte  | Durchschnittsnote | Punkte  |
| ----------------- | ------- | ----------------- | ------- | ----------------- | ------- |
| 1,0               | 900–823 | 2,0               | 660–643 | 3,0               | 480–463 |
| 1,1               | 822–805 | 2,1               | 642–625 | 3,1               | 462–445 |
| 1,2               | 804–787 | 2,2               | 624–607 | 3,2               | 444–427 |
| 1,3               | 786–769 | 2,3               | 606–589 | 3,3               | 426–409 |
| 1,4               | 768–751 | 2,4               | 588–571 | 3,4               | 408–391 |
| 1,5               | 750–733 | 2,5               | 570–553 | 3,5               | 390–373 |
| 1,6               | 732–715 | 2,6               | 552–535 | 3,6               | 372–355 |
| 1,7               | 714–697 | 2,7               | 534–517 | 3,7               | 354–337 |
| 1,8               | 696–679 | 2,8               | 516–499 | 3,8               | 336–319 |
| 1,9               | 678–661 | 2,9               | 498–481 | 3,9               | 318–301 |
|                   |         |                   |         | 4,0               | 300     |

Die Durchschnittsnote {\displaystyle N} errechnet sich in Übereinstimmung mit Anlage 3 der Verordnung zur Durchführung des Staatsvertrages über die Vergabe von Studienplätzen nach der Formel:
{\displaystyle N={\frac {17}{3}}-{\frac {\text{Gesamtpunktzahl}}{180}}} .